# Amar pelos dois
是葡萄牙男歌手萨尔瓦多·索布拉尔的歌曲。由索布拉尔的姊姊路易莎·索布拉尔創作，於2017年3月10日透過索尼音樂娛樂發行單曲。贏得2017年葡萄牙音樂節冠軍，代表葡萄牙參與2017年在烏克蘭基輔舉辦的2017年欧洲歌唱大赛，索布拉尔最終以498分贏得比賽冠軍，是葡萄牙自1964年參賽以來首度奪冠。
歌曲獲得樂評讚譽，榮獲歌曲榮獲馬塞爾·貝桑松獎「歌手獎」和「作曲家獎」、葡萄牙作家協會獎「最佳流行歌曲」、葡萄牙金球獎「最佳歌曲」以及獎「最佳葡萄牙歌曲」。商業方面，登上多國音樂排行榜，拿下冰島和葡萄牙冠軍。

## 製作與發行
歌曲時長3分5秒，拍號為3/4拍，其速度每分鐘92拍。歌曲以F大調創作，萨尔瓦多·索布拉尔的音域範圍介於D4和G5之間，旋律主要由鋼琴、弦樂構成，没有背景和聲。路易莎·索布拉尔負責創作和製作，被問到為什麼不親自演唱時，她表示：「我從沒想過，因為在我寫歌的時候，腦海想的是弟弟的歌聲。我很喜歡看他表演，他是位非凡的歌手，能見證他登場比賽讓我非常開心」。歌名意為「兩個的愛」，其內容闡述一段失戀故事。索布拉尔在歌曲中不斷地唱著希望愛人能夠回來，那怕自己一無是處
根據Musicnotes.com上發布的樂譜，被歸類為爵士音樂。《香港01》稱其為法朵歌曲，而西班牙《阿贝赛报》稱其爵士流行，《列支敦士登国家报》和Collider均認為爵士華爾茲更加貼切，Wiwibloggs採用爵士流行民謠形容歌曲。索布拉尔接受訪談表示：「歌曲深受《美國歌曲集》的影響，帶有一絲美麗的巴薩諾瓦旋律」。歐文·沃尔特博士（Irving Wolther）在Eurovision.de撰文寫到：「你很難在欧洲歌唱大赛上找到爵士樂。原因很簡單，即興創作是爵士樂的基本特徵之一，自從音樂家不再被允許現場演奏，我們很難看到正統的爵士樂。但可以肯定萨尔瓦多·索布拉尔流淌著爵士樂的血液，他在排練時的即興創作毫無疑問展現了爵士靈魂」。
於2017年3月10日發行，CD單曲於同年6月16日透過索尼音樂娛樂發行。為宣傳歌曲，葡萄牙廣播電視公司舉辦抽獎活動，20名幸運兒將會獲得加收器樂版的獨家宣傳CD。

## 歐洲歌唱大賽

### 國內選拔
按照慣例，歐洲歌唱大賽的葡萄牙代表皆由葡萄牙音樂節產生。本屆葡萄牙音樂節以作曲家為主，他們將負責選擇演唱自己的參賽歌手，路易莎·索布拉尔在2016年12月5日宣佈她將會參與2017年葡萄牙音樂節的歌曲創作。隔年1月18日，歌曲名稱公布，將由她的弟弟萨尔瓦多·索布拉尔演出。索布拉尔以評審投票的冠軍及電視投票的第3名，拿下2月19日舉辦的第一場半決賽第2名，在3月5日舉行的決賽中，索布拉尔贏得評審投票冠軍及電視投票的第2名，成為比賽冠軍，將代表葡萄牙參戰2017年歐洲歌唱大賽。

### 比賽表現

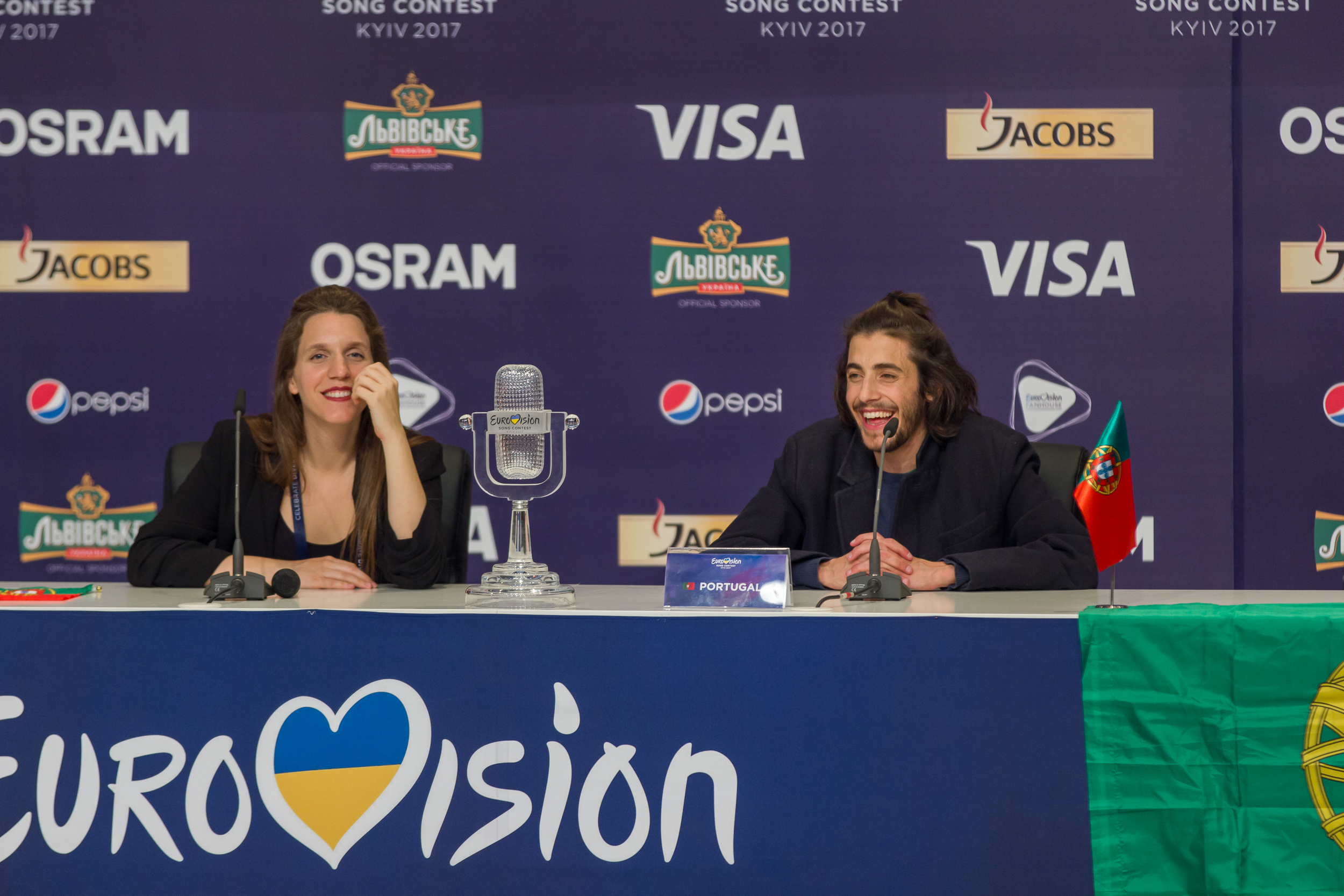
路易莎·索布拉尔和萨尔瓦多·索布拉尔於冠軍記者會，桌上擺放的是冠軍獎盃「水晶麥克風」

本屆欧洲歌唱大赛於烏克蘭基輔國際展覽中心舉行，經過「半決賽分配抽籤」被安排在5月9日舉行的第一場半決賽（Semi-final 1）。索布拉尔隻身在B舞台上演出，觀眾圍繞著他，並隨著音樂揮舞打火機等發光物，身後的LED牆映照著花草樹木。據報導，舞台人員會敦促場內觀眾不要歡呼，讓索布拉尔能夠安靜表演。因為健康問題，索布拉尔整整兩周不在基輔，他的姐姐路易莎·索布拉尔數次代替他排練。在得獎後的安可表演上，索布拉尔拱她上台合唱歌曲。英国《赫芬顿邮报》認為兩人合唱令人動容，評其為「本屆十大時刻」。
索布拉尔的演出廣受好評，評論們表示在這場圍繞著煙火、猩猩還有船的比賽中，如同一股清流，唯有好聲好歌。英国广播公司評選為「比賽最佳時刻」。的安傑羅·米塔科斯（Angelo Mitakos）將它列入「歐洲歌唱大賽史上最佳造型演出者」之一，米塔科斯評論索布拉尔之能脫穎而出，舞台造型功不可沒；他穿著西裝外套與簡單的T恤、長褲與厚實的德比鞋，看似低調的造型卻有著向1980年代權力穿搭致敬的誇張墊肩，當然也可能只是現栽巴黎世家2020春夏的造型。《南德意志報》也注意到那件不合身的大碼西裝，並稱演出可愛且令人難以抗拒。葛雷漢·諾頓概括整場演出如同一個男孩在臥室裡唱著姊姊寫的歌。
索布拉尔以370分獲得第一場半決賽冠軍，成功進入決賽。在13日的決賽，索布拉尔以評審得分382分，觀眾得分376分，合計得分758分獲得2017年歐洲歌唱大賽冠軍。打破多項紀錄，它是葡萄牙自1964年參賽以來獲得的首座冠軍，也是繼2007年塞尔维亚的Molitva以來完全採用本國語言演唱的冠軍歌曲。得分方面，歌曲被認證為歐洲歌唱大賽有史以來得分最高的歌曲，超越去年冠軍賈瑪拉（1944）的534分。國家給分方面，榮獲20國滿分（12分），該紀錄直到2022年被卡卢什乐团（史蒂芬妮亞）以28個國家滿分超越。而根據1975年至2015年的投票制度，將會以417分超越2009年冠軍亚历山大·雷巴克（童話）的387分，成為唯一獲得400分以上的作品。
索布拉尔的勝利受到葡萄牙共和國議會、時任總理安東尼奧·科斯塔、時任文化部部長路易斯·菲利佩·卡斯特罗·门德斯和時任總統馬塞洛·雷貝洛·德索薩熱烈歡迎，德索薩基於兩人對葡萄牙的貢獻授予姊弟兩人葡萄牙功绩勋章。

### 影響
自1999年歐洲廣播聯盟迫於大眾輿論改變參賽語言規則以來，越來越多國家選擇使用英語演唱歌曲，其中亞塞拜然自2008年參賽以來，一直都採用英語演唱。2007年，憑藉著塞尔维亚语的Molitva一舉奪得當年冠軍比賽。隔年，有超過一半的選手採用英語以外的語言演唱（總共43首歌曲中有22首歌曲完全或部分不是用英語演唱），可惜好景不常，非英語作品數持續下降，在2015年至2017年期間來到最低點，2008年至2015年的冠軍歌曲皆用英語演唱，2016年冠軍則是首包含克里米亞韃靼語的英語歌曲。2017是歷年最多的年份，42首歌曲中就有35首採用英語演唱。但在索布拉尔以葡萄牙語奪冠後，2018年總共43首歌曲中有14首歌曲完全或部分不是用英語演唱，是2013年來的新高。英國《旁觀者》的弗雷泽· 尼尔森評論葡萄牙打破了獲勝作品用英語演唱的慣例。
不只語言，還對比賽造成其他影響，許多評論稱本次勝利讓往後的比賽曲風更加多元。英国广播公司的克拉拉·吉布爾熱（Clara Guibourg）認為它將引領悲傷風潮，西班牙《阿贝赛报》的弗朗西斯科·查孔（Francisco Chacón）稱這首歌的爵士流行節奏讓它做好市場區隔。英國《衛報》記者海蒂·斯蒂芬斯（Heidi Stephens）表示2018年的比賽作品不論是瑞典流行音樂、匈牙利搖滾、愛爾蘭民謠還是來自以色列的古怪採樣，都和往常不同，這提醒我們音樂對每個聽眾來說都是獨一無二的。Eurovision.de和美國《纽约时报》的克里斯多福·迪謝（Christopher D. Shea）都誇讚歌曲顛覆了人們對比賽的期望，前者認為他讓大家不在過度依賴產業美學，至少不再是優先選擇。索布拉尔接受採訪表示：「人們都不覺得這是首歐洲歌唱大賽歌曲，而我的使命正是改變這一切」。

## 專業評價
獲得媒體盛讚。Collider的格雷戈里·勞倫斯（Gregory Lawrence）覺得歌曲超越美麗範疇。迪謝將其描述為「出乎意料認真的民謠」。來自荷蘭《电讯报》的理查德·范·德·克罗默特（Richard van de Crommert）將它封為有史以來最好的葡萄牙參賽作品。英國《每日电讯报》的夏洛特·朗西（Charlotte Runcie）形容歌曲精緻、製作精良、具有藝術性。德國《亮点》的延斯·迈尔（Jens Maier）稱歌曲給他留下深刻的印象，索布拉尔毫無疑問會是觀眾的最愛，他獨特有魅力，光是聽他開口我就不行。意大利《共和國報》的萨利米·富马罗拉（Silvia Fumarola）評價稱讚打破常規，它聲音優美、旋律浪漫，是首未經加工的美麗民謠。

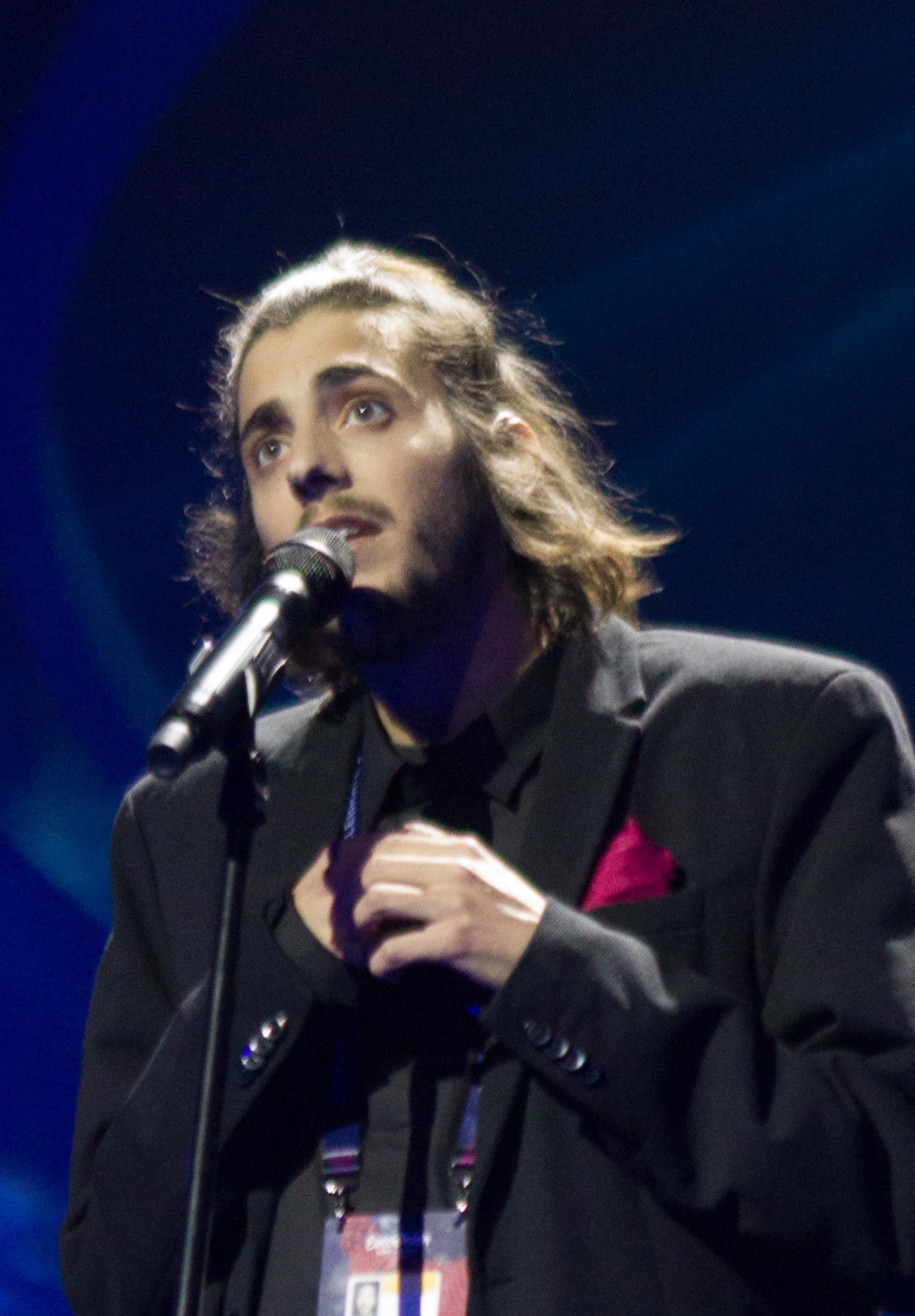
萨尔瓦多·索布拉尔在2017年歐洲歌唱大賽

法國《20分鐘報》的法比恩·龍丹（Fabien Randanne）稱它為有著討厭過時聲音的美妙憂傷歌曲。Wiwibloggs的內部評審團也持相同意見，給予歌曲6.56/10分，評審團表示它不合時宜；但也稱讚歌曲獨特的形式讓它脫穎而出。《德国之声》的記者里克·福克（Rick Fulker）和西尔克·溫希（Silke Wünsch）都選它為本屆最愛之一，溫希表示這是她在比賽上聽過最美的歌曲，綁著馬尾的索布拉尔仿佛有超能力般，用感情唱出柔和的爵士民謠感化眾人，她仍記得初聽時留下的感動淚水。
在各家媒體的歐洲歌唱大賽歌曲評選中，名列前茅。法國《巴黎競賽》選為「10位最喜歡的2017年歐洲歌唱大賽選手」，英国广播公司評為「8首年度關注歌曲」之一。將歌曲列為「2010年代百大歐洲歌唱大賽歌曲」第16名，評論稱其索布拉尔純粹無瑕的演出讓人領悟到什麼是現場音樂的魅力，可謂史上最令人難忘的男聲民謠之一。Wiwibloggs也將其評為2010年代評選第16名，內部評審團表示不僅是當年冠軍，更是十年來最好的贏家，那晚，索布拉尔帶領我們來到他的世界，一同享受平靜而美麗的旅程。英國《獨立報》的班·凱利（Ben Kelly）將歌曲列在「歷屆歐洲歌唱大賽冠軍歌曲排行」第17名，稱它為十年一見的民謠，其簡約、謙遜和優美的旋律，像陣清風吹進大賽中。而在英國《衛報》的「歷屆歐洲歌唱大賽冠軍歌曲排行」中，記者亚历克西斯·佩特里蒂斯（Alexis Petridis）將其排在第16名，佩特里蒂斯表示這是首令人印象深刻的爵士鋼琴抒情，它在最混亂的時刻為眾人帶來寧靜。在荷蘭公共廣播公司NPO Radio 2的民調中，根據14國調查排名16。歌曲還作為葡萄牙情歌代表被收錄至歐盟歌曲集（European Union Songbook）中。
獎項方面，歌曲榮獲馬塞爾·貝桑松獎「歌手獎」和「作曲家獎」、葡萄牙作家協會獎「最佳流行歌曲」、葡萄牙金球獎「最佳歌曲」以及獎「最佳葡萄牙歌曲」。

## 商業表現
歌曲在葡萄牙取得商業成功，它在獲得音樂節冠軍後登上葡萄牙唱片業協會榜第38名，隔週排名降至83名，歌曲在7周後再次進榜，隔週一舉拿下冠軍。是當年排名第45名的熱門歌曲，榮獲葡萄牙唱片業協會白金唱片認證。
奪冠後，一舉成為歐洲熱門歌曲。它是ITunes9國最多人下載的歌曲，排名《告示牌》Euro Digital Songs第13名，位列丹麥、希臘、盧森堡、挪威等地Digital Songs前5。成為冰島冠軍單曲，並登上法國、匈牙利、冰島、瑞士音樂排行榜前10。它在英國單曲排行榜上排名97，是官方榜单公司紀載串流點聽第31多的歐洲歌唱大賽歌曲。在美國World Digital Song Sales榜上，排名第7。

## 現場表演與翻唱
萨尔瓦多·索布拉尔和路易莎·索布拉尔兩人分別於2017年3月8日、14日，登上RFM和Rádio Comercial電台節目演唱此曲，萨尔瓦多會在歌曲間奏用口技演奏「喇叭」
。5月2日，西班牙廣播電視公司的網站發布了萨尔瓦多在上的表演片段。同月25日，萨尔瓦多在葡萄牙廣播電視公司第一台的談話節目上演唱了。隔年，萨尔瓦多和巴西歌手卡耶塔諾·費洛索合作，於2018年歐洲歌唱大賽決賽上演唱歌曲。10月31日，萨尔瓦多於aRi[t]mar頒獎典禮演唱歌曲。
歌曲擁有不少翻唱版本，有許多欧洲歌唱大赛選手對歌曲進行翻唱，包含瑪麗·米麗安（1977年）亚历山大·雷巴克（2009年）2位冠軍。

## 排行和銷量認證
| 排行榜（2017年）                             | 排名 |
| -------------------------------------------- | ---- |
| 奧地利（Ö3四十強單曲榜）                     | 22   |
| 比利时佛兰德（Ultratop五十強單曲榜）         | 30   |
| 比利時瓦隆（Ultratop榜外單曲榜）             | 8    |
| 克羅埃西亞（HRT）                            | 19   |
| 丹麥（《告示牌》Denmark Digital Songs）      | 4    |
| 歐洲（《告示牌》Euro Digital Songs）         | 13   |
| 芬蘭（芬蘭官方下載榜）                       | 1    |
| 芬蘭（芬蘭官方電台榜）                       | 55   |
| 法國（法國唱片出版業公會單曲榜）             | 4    |
| 德國（德國官方單曲榜）                       | 43   |
| 希臘（《告示牌》Greece Digital Songs）       | 5    |
| 匈牙利（四十強單曲榜）                       | 8    |
| 冰島（RÚV）                                  | 1    |
| 盧森堡（《告示牌》Luxembourg Digital Songs） | 3    |
| 荷蘭（荷蘭百大單曲榜）                       | 35   |
| 挪威（《告示牌》Norway Digital Songs）       | 3    |
| 葡萄牙（葡萄牙唱片業協會）                   | 1    |
| 蘇格蘭（官方榜单公司單曲榜）                 | 37   |
| 西班牙（西班牙音樂製作協會）                 | 35   |
| 瑞典（瑞典最熱榜）                           | 33   |
| 瑞士（瑞士热门音乐榜）                       | 6    |
| 英國（官方榜单公司單曲榜）                   | 97   |
| 美國（《告示牌》World Digital Song Sales）   | 7    |

| 榜單（2017年）             | 排名 |
| -------------------------- | ---- |
| 葡萄牙（葡萄牙唱片業協會） | 45   |

| 國家或地區                   | 認證 | 銷量    |
| ---------------------------- | ---- | ------- |
| 葡萄牙（葡萄牙唱片業協會）   | 白金 | 10,000‡ |
| ‡僅含認證的串流媒體+實際銷量 |      |         |